# Institut de Projecció Exterior de la Cultura Catalana
L'Institut de Projecció Exterior de la Cultura Catalana (IPECC) est un organisme culturel et sans but lucratif, créé en 1978 de le cadre de la Diffusion à l'Extérieur du Congrés de Cultura Catalana. Il a comme objectif de faire connaître, en dehors et dans le territoire catalan, la culture catalane et de faire la promotion de celle-ci, de faciliter le lien entre les catalans et les entités catalanes et catalanophiles de l'extérieur, de développer l'enseignement du catalan dans les universités étrangères, de soutenir la connaissance des faits importants et héroïques de l'histoire de la Catalogne, et de proposer l'organisation de semaines catalanes dans le monde.
Il attribue le prix Batista i Roca aux personnes qui se sont distinguées dans la diffusion de la culture catalane.

## Prix Josep Maria Batista i Roca - MemorialEnric Garriga Trullols
Ces prix sont des prix annuels institués et gérés par l'IPECC pour reconnaître le travail réalisé par les Catalans et les Catalanophiles à l'étranger pour maintenir la présence catalane dans le monde et accroître la connaissance des pays catalans et de la culture catalane à l'étranger  .